# Wierzchlas (gmina)
Pour les articles homonymes, voir Wierzchlas.
Wierzchlas est une gmina rurale du powiat de Wieluń, Łódź, dans le centre de la Pologne. Son siège est le village de Wierzchlas, qui se situe environ 7 km à l'est de Wieluń et 86 km au sud-ouest de la capitale régionale Łódź.
La gmina couvre une superficie de 119,2 km2 pour une population de 6 651 habitants.

## Géographie
La gmina inclut les villages de Broników, Jajczaki, Kamion, Kochlew, Kraszkowice, Krzeczów, Łaszew, Łaszew Rządowy, Mierzyce, Ogroble, Przycłapy, Przywóz, Strugi, Toporów et Wierzchlas.
La gmina borde les gminy de Działoszyn, Osjaków, Pątnów, Siemkowice et Wieluń.